# Pizza Tower
Pizza Tower es un videojuego de plataformas de 2023 creado por el desarrollador independiente Tour De Pizza. Sigue a un chef de pizza, Peppino Spaghetti, que debe escalar una torre para evitar la destrucción de su pizzería. A lo largo de 20 niveles de desplazamiento lateral, reuniendo coleccionables y derrotando enemigos para crear combinaciones. Al final de cada nivel, activa una secuencia de escape y debe volver al principio dentro de un límite de tiempo. Pizza Tower no presenta salud ni vidas, y su dificultad depende de lo que el jugador elija lograr.
El desarrollo comenzó alrededor de 2018 y fue dirigido por el diseñador seudónimo McPig y el programador Sertif. Pizza Tower comenzó como un videojuego de rol con elementos de survival horror antes de convertirse en un juego de plataformas inspirado en la serie inactiva Wario Land de Nintendo, a la que McPig quería proporcionar un sucesor espiritual. Fue desarrollado con GameMaker y presenta un estilo pixelado de alta resolución caricaturesco inspirado en Bob Esponja y los tebeos franco-belga. Wario Land 4 (2001) sirvió como base para la elaboración juego y diseño de niveles.
Pizza Tower consiguió una base de aficionados durante su desarrollo a través de compilaciones de acceso temprano ofrecidas a los patrocinadores de Patreon y demostraciones del juego. Fue lanzado para sistemas operativos Windows el 26 de enero de 2023 mediante Steam. Pizza Tower recibió críticas positivas, con elogios por la jugabilidad, la puntuación, las imágenes y el humor. Los críticos compararon favorablemente su estilo artístico con los Nicktoons de la década de 1990 y la sensación de velocidad con la serie Sonic the Hedgehog. Consideraron a Pizza Tower un digno sustituto de Wario Land, y algunos lo definieron "un raro sucesor espiritual que es mejor que su inspiración".

## Sistema de juego
Pizza Tower es un videojuego de plataformas de desplazamiento lateral. Su historia comienza cuando Peppino Spaghetti, un chef de pizza y dueño de una pizzería en apuros, es abordado por Pizzaface, una pizza flotante inteligente. Pizzaface amenaza con destruir la pizzería de Peppino con un láser nuclear en lo alto de una torre cercana. Asustado y enfadado, Peppino se decide a ascender a la torre y derrotar a Pizzaface para salvar su pizzería. La torre sirve como escenario y mundo central del juego para un jugador. Tiene cinco pisos, cada uno contiene cuatro niveles y un jefe, a excepción del quinto y último piso, el cual sólo tiene tres, más el último nivel de escape de la torre que se accede al derrotar al jefe final. Cada nivel tiene un tema distinto y una mecánica de juego única, como un cementerio con cadáveres sobre los que se puede surfear, un nivel de drenaje que se basa en Super Mario Bros. con referencias a las Tortugas Ninja y un homenaje a Five Nights at Freddy's con sustos repentinos.
Peppino, el personaje principal, puede caminar, correr, saltar, rodar y deslizarse. Sus ataques incluyen un golpe al cuerpo, agarrar y lanzar enemigos y una parada. Si Peppino trota durante el tiempo suficiente, comienza a correr, lo que le permite trepar paredes y atravesar enemigos y objetos. Al derrotar a un enemigo se inicia un combo que dura unos pocos segundos; para mantenerlo, el jugador debe derrotar a más enemigos y recolectar elementos. Ciertos niveles cuentan con transformaciones que alteran las habilidades de Peppino, como escopetas o armaduras de caballero, o también pueden ser adquiridas por ciertos enemigos, y Gustavo, un amigo de Peppino y personaje alternativo que monta en la parte posterior de su mascota Brick, una rata gigante, y que se maneja en ciertas secciones de algunos niveles. Los atuendos de cambio de paleta para Peppino se pueden adquirir mediante la obtención de logros.
Cada nivel contiene varios secretos: ingredientes vivientes mutantes de pizza que el jugador rescata para ir desbloqueando peleas de jefes; un tesoro escondido detrás de una puerta que solo la puede abrir Gerome, un conserje que el jugador debe encontrar; y tres habitaciones ocultas en donde puedes conseguir más puntos. Al final de la mayoría de los niveles, el jugador encuentra a John, un pilar que debe destruir. Esto activa el «Pizza Time», una secuencia en la que el jugador debe volver a la entrada del nivel dentro de un límite de tiempo. Si se acaba el tiempo antes de que Peppino logre salir, Pizzaface intervendrá y empezará a perseguir a Peppino por todo el nivel, si lo atrapa, el jugador tendrá que reiniciar el nivel desde el principio. Además, al jugar un mismo nivel más de una vez (o si completas el tutorial en menos de dos minutos), se activa un portal que le permite al jugador hacer una segunda vuelta opcional (Lap 2, aunque hay modificaciones del juego hechas por fans que han alargado la vuelta 2 de la vuelta 3 en la que se termina el tiempo del Pizza Time y en la que Pizzaface aparece para perseguir al jugador hasta atraparlo con más vueltas, hasta la Lap 10 con más enemigos persiguiendo al jugador, haciendo el juego casi imposible de completar.) en la que regresa al final y debe regresar a la entrada nuevamente para obtener puntos de bonificación. Después de completar cada nivel, el jugador recibe una calificación con letras (Rangos: D, C, B, A, S y P) según su puntaje y desempeño. El grado más alto, un rango P, solo se puede adquirir si el jugador logra un puntaje suficiente como para obtener el rango S (el más alto comúnmente), encuentra las tres habitaciones secretas, recoge el tesoro y completa una segunda vuelta mientras mantiene un combo único e ininterrumpido.
Pizza Tower no presenta niveles de dificultad tradicionales; más bien, la dificultad depende de lo que el jugador elija lograr. Los secretos son opcionales y no hay vidas ni salud. Chocar con un obstáculo no daña a Peppino, aunque reduce la puntuación del jugador y quita unos segundos al combo. Las únicas etapas en las que se puede dañar a Peppino son las peleas de jefes, las batallas en la arena contra enemigos como Pepperman, un pimiento con habilidades artísticas, The Vigilante, un vaquero de queso, The Noise, el archienemigo de Peppino, quién es un homenaje a The Noid, y Fake Peppino, un clon de Peppino. El jugador debe esquivar los ataques de los jefes y agotar su salud para obtener la llave del siguiente piso y continuar el ascenso en la torre.

## Desarrollo

### Concepción
Pizza Tower fue el proyecto debut del desarrollador independiente Tour De Pizza, que lo desarrolló durante unos cinco años. El desarrollo fue dirigido por el diseñador y artista seudónimo McPig, también conocido como Pizza Tower Guy, y financiado a través de Patreon. El concepto se originó a partir del personaje de Peppino, que McPig creó para cómics y dibujos en los que imaginaba a los monstruos de la pizza apareciendo en su restaurante por la noche. McPig concibió un videojuego de rol (RPG) con elementos de survival horror similares a Resident Evil en el que Peppino atravesaba su restaurante mientras luchaba contra los monstruos de la pizza. Presentaba un estilo caricaturesco pero oscuro que McPig comparó con Courage the Cowardly Dog.
McPig intentó desarrollar el juego utilizando RPG Maker, pero las limitaciones del motor de juego le impidieron lograr la calidad de animación que deseaba. McPig cambió a GameMaker porque era accesible y había visto que otros desarrolladores lo usaban para proyectos más pequeños. Comenzó a desarrollar Weenie Cop, un juego de plataformas con un perro caliente inteligente que luchaba contra los delincuentes de comida chatarra. Aunque describió este proyecto como «por todas partes en el departamento de jugabilidad porque no estaba muy bien conceptualizado», lo acostumbró a GameMaker. También concibió un juego en el que Peppino atacaba con un cortador de pizza motosierra, inspirada en el guion de Wario de la serie Wario Land.
Queriendo trabajar desde un punto de referencia, McPig cambió a un juego de plataformas inspirado en Wario Land. La serie había estado inactiva desde Wario Land: Shake It! (2008) y McPig sintieron que necesitaban un sucesor espiritual en la línea de juegos como A Hat in Time (2017), Bloodstained: Ritual of the Night (2019) y Wargroove (2019) para mostrar a su editor, Nintendo, que los fanáticos estaban aún interesado. Decidió usar a Peppino como protagonista, pensando que «era simplemente divertido de dibujar y lo suficientemente relacionado con los rasgos de su personaje», y retuvo el concepto básico de «un pizzero loco y asustado que lucha contra monstruos de pizza» del juego de rol. El título, Pizza Tower, proviene de la Torre inclinada de Pisa, ya que «Pisa» e recordaba a McPig a «pizza». El desarrollo comenzó alrededor de 2018, y el seudónimo Sertif se unió como programador a principios de 2020.

### Diseño
McPig inicialmente diseñó Pizza Tower como un juego de plataformas laberíntico orientado a la resolución de rompecabezas similar a Wario Land. Para prepararse, jugó todos los juegos de Wario Land, desechando la motosierra de Peppino para que los controles fueran más simples de manejar. La entrega de Game Boy Advance Wario Land 4 (2001) fue la mayor inspiración, con McPig comparando el diseño de niveles de Pizza Tower con los presentados en Wario Land 4 efectuando un mayor énfasis en la velocidad. Modeló la progresión de nivel en la mecánica de juego cambiando la estatua de la rana situada al final de cada nivel de Wario Land 4 por un pilar que sustenta todo el nivel y el uso de rompecabezas basados en potenciadores. Estas habilidades se diseñaron originalmente al estilo de Wario Land, abriendo nuevas áreas y ralentizando al jugador. 
En 2021, el juego experimentó un cambio de dirección y se centró en la velocidad. Los niveles se simplificaron y los potencia dores se modificaron para ajustarla con la velocidad, sin sentirse como una 'carga'.
El conjunto de movimientos básicos de Peppino se basó en el de Wario de Wario Land 4. Evolucionó cuando McPig y Sertif observaron cómo los jugadores jugaban una demostración de 2019 que experimentaba «con un conjunto de movimientos de forma más libre»,  enfatizando en la velocidad y los elementos de ataque de puntuación. Vincularon las diferentes habilidades de Peppino, que Sertif describió como «una absoluta pesadilla al diseñar niveles» ya que complicaba el equilibrio del juego. McPig y Sertif experimentaron con limitaciones, pero las encontraron poco divertidas y optaron por un conjunto amplio de movimientos sencillos. Las primeras versiones incluían un sistema de salud tradicional, pero se eliminaron para que el juego fuese más accesible; el sistema de clasificación se incluyó para recompensar a los jugadores habilidosos. McPig y Sertif introdujeron el personaje jugable secundario, Gustavo, para simplificar un nivel basado en la entrega de pizza, ya que redujeron el diseño de laberinto.
Cada nivel comenzaba como un tema básico, como una ciudad o un espacio. McPig y Sertif concibieron alrededor de 28 niveles; cortaron y combinaron temas para hacer factible el desarrollo. Querían que cada nivel se sintiera distinto y accesible tanto para los jugadores expertos como para los no expertos. Sertif comentó que después de concebir una mecánica de juego, generalmente, comenzaría a crear prototipos mientras McPig creaba animaciones en Aseprite. Sertif describió este proceso como desafiante ya que significó que muchas ideas terminaron descartadas, pero sintió que era lo mejor ya que ambos trabajaron rápidamente: «implementamos muchas cosas que de otro modo no habríamos hecho, descartando las malas ideas, dejando solo las decentes o buenas». Sertif estimó que cada nivel fue rediseñado dos o tres veces entre 2020 y 2023. Los miembros del servidor Discord de McPig brindaron comentarios durante el desarrollo.
Bob Esponja y los cómic francese McPig habían crecido leyendo inspirados en el estilo pixel art de Pizza Tower. McPig eligió un estilo de dibujos animados porque era el único que se sentía seguro de usar. Además, sintió que el arte de píxeles de baja resolución que evocaba la era de Nintendo Entertainment System (NES) y Super Nintendo era demasiado común en la escena de los juegos independientes, por lo que el estilo de Pizza Tower y el arte de mayor resolución lo harían destacar. Sertif describió a Peppino como «un desastre absoluto, y nosotros (o más bien McPig) queríamos transmitir eso en cada animación». McPig coloreó a Peppino como el sprite de Wario en Wario Land 3 (2000) y sus pantalones negros para facilitar la animación. Basó al personaje 'Noise' en Noid una mascota publicitaria utilizada por la cadena de pizzerías Domino's Pizza, sintiendo que sería un villano adecuado para un juego basado en pizza. McPig no pensó mucho en los diseños de personajes y enemigos, prefiriendo «inventarlo sobre la marcha».

### Música
La banda sonora fue compuesta por Ronan «Mr. Sauceman» de Castel y el seudónimo ClascyJitto (también conocido como Frostix). Fue el primer trabajo publicado de Castel; la composición era principalmente un pasatiempo para él y nunca lanzó nada de su música por inseguridad. Se enteró de Pizza Tower cuando empezaba a tomarse en serio la composición y quedó fascinado con los videos de juego que vio en Twitter. Escribió una pista de demostración y se la envió por correo electrónico a McPig. Para sorpresa de De Castel, a McPig le encantó la pista y le pidió que se uniera al proyecto. La pista, que McPig sintió que «sonaba perfectamente loca y dinámica», se convirtió en «It's Pizza Time!», el tema de escape. McPig reclutó a ClascyJitto, un estudiante de secundaria que publicaba música en SoundCloud y Bandcamp en su tiempo libre, luego de compartir remixes del trabajo de De Castel en el servidor de Discord.
De Castel y ClascyJitto, que trabajaron en Francia y Estados Unidos, respectivamente, compusieron cada uno aproximadamente la mitad de la banda sonora, mientras que el seudónimo Post Elvis compuso el tema principal. Las inspiraciones de videojuegos de De Castel incluyeron Sonic CD (1993) y la serie Wario Land, específicamente Wario Land 4. También buscó la música electrónica, funk y house de artistas como Chick Corea, Daft Punk, Mr. Oizo y Justice. ClascyJitto, cuyo trabajo anterior se basó en gran medida en muestras y remixes, describió trabajar en Pizza Tower como «una especie de pequeño juego divertido para mí», ya que requería que dedicaran más tiempo a cada composición.

## Lanzamiento
McPig comenzó a promocionar Pizza Tower en 2018 compartiendo capturas de pantalla en Tumblr, antes de pasar a Twitter para elevar su perfil. También inició el servidor Discord para recibir comentarios. McPig lanzó dos demostraciones de juego en 2018 y abrió un Patreon donde ofreció compilaciones de acceso temprano para aquellos que donaron $5 mensuales. Una tercera demostración lanzada durante la Sonic Amateur Games Expo en 2019 presentaba un personaje jugable exclusivo, Snick. Después de que Sertif se uniera, McPig comenzó a transmitir el desarrollo en Twitch y lanzó versiones anuales en lugar de mensuales.
Pizza Tower desarrolló un gran fandom, que Sertif atribuyó a las demostraciones, las construcciones de Patreon y las transmisiones en vivo como Vinesauce que lo muestran. Fue lanzado para Windows a través de Steam el 26 de enero de 2023. Tour De Pizza colaboró con Fangamer para producir productos como peluches, camisetas y pines. Después del lanzamiento, la membresía del servidor Discord creció de 5000 a 20 000 antes de que McPig y Sertif lo descontinuaran. McPig declaró que no consideraría lanzamientos para otras plataformas hasta terminar la versión de Windows.
El 27 de agosto de 2024 Pizza Tower fue oficialmente anunciado en un directo de Nintendo para ser lanzado en Nintendo Switch, estando disponible desde el día de su anuncio. Esto marca la primera consola de videojuegos en la que debuta Pizza Tower, y también el primer proyecto de Mc Pig en consolas. Con su llegada a Nintendo Switch se trajo localización a diferentes idiomas, incluyendo español castellano y español latino, que fue añadido por medio de una actualización en la versión original de Steam

## Recepción
Pizza Tower recibió «críticas generalmente favorables», según el sitio web agregado de reseñas Metacritic, y se convirtió en uno de los juegos mejor calificados de 2023 en Steam un día después de su lanzamiento. Los críticos se sorprendieron por la calidad de Pizza Tower y lo consideraron un digno sustituto de Wario Land, algunos lo llamaron un raro sucesor espiritual que es mejor que su inspiración. Polygon dijo que Pizza Tower «ha agudizado, afinado, evolucionado y casi perfeccionado [Wario Land] extraño nicho de plataformas», y PC Gamer encontró difícil esperar que un potencial renacimiento de Wario Land fuera tan vigorizante e inventivo. MeriStation dijo que Pizza Tower fue «un clásico instantáneo» y una bocanada de aire fresco en la escena independiente de desplazamiento lateral, que sintieron que carecía de creatividad.
Los revisores compararon favorablemente las imágenes con los Nicktoons de la década de 1990 como The Ren & Stimpy Show, los programas de Cartoon Network y el arte de Microsoft Paint. IGN dijo que el estilo de arte intencionalmente barato le dio a Pizza Tower una apariencia llamativa e idiosincrásica, y Multiplayer.it dijo que los niveles eran tan detallados que los jugadores continuarían encontrando nuevas animaciones durante horas. También se elogió la calidad de la animación, al igual que el humor. IGN disfrutó de Pizza Tower uso del tropo de dibujos animados en el que los personajes se representan en un estilo diferente para un efecto cómico, y junto con PC Gamer y Rock, Paper, Shotgun, elogiaron la expresividad de Peppino. PC Gamer dijo que las animaciones de Peppino lo hacían sentir como un personaje desarrollado a pesar de que nunca hablaba.
La banda sonora fue aclamada por su intensidad. MeriStation dijo que complementaba las imágenes, Multiplayer.it escribió que combinaba funk con metal sin dejar de ser fiel al estilo de los juegos de plataformas de la década de 1990, y PC Gamer comparó su combinación «inteligente» de un estilo retro y muestras de Jet Set Radio (2000). IGN dijo que la banda sonora hizo un excelente trabajo al transmitir la atmósfera distintiva de cada nivel. IGN y PC Gamer consideraron «It's Pizza Time!» un punto culminante particular. Más allá de la banda sonora, Multiplayer.it elogió el diseño de sonido y describió los efectos de sonido como icónicos al instante.
Los críticos elogiaron la jugabilidad de Pizza Tower. Disfrutaron del tema y la mecánica distintivos de cada nivel, así como de los secretos dispersos, y compararon la sensación de velocidad con la serie Sonic the Hedgehog. Los revisores sintieron que mejoró y amplió la fórmula de Wario Land, con Den of Geek llamándolo «más rápido, más loco, [y] más tonto». Polygon e IGN destacaron las secuencias de escape, Multiplayer.it dijo que los potenciadores superaron a los de Wario Land en términos de surrealismo y diversión, y PC Gamer dijeron que el espectáculo del jefe final rivalizaba con el de la serie Bayonetta. IGN dijo que si bien Pizza Tower solo tardaría de cinco a seis horas en terminar, los secretos y el sistema de clasificación proporcionaron un valor de reproducción sustancial, y MeriStation dijo que reproducir niveles para obtener rangos P era donde la jugabilidad estaba en su mejor momento. Polygon pensó que permitir al jugador elegir lo que le gustaba lograr en lugar de presentar los niveles de dificultad tradicionales era un «enfoque elegante de la dificultad del juego».
IGN, MeriStation, PC Gamer, y Polygon encontraron satisfactorio controlar a Peppino, PC Gamer comparó su conjunto de movimientos con una navaja suiza por su versatilidad. Polygon describió las habilidades de Peppino como limitadas pero intuitivas y que complementan de manera excelente el diseño de niveles. Por el contrario, Multiplayer.it y Rock Paper Shotgun sintieron que era un desafío acostumbrarse a controlar a Peppino, ya que requiere una precisión considerable, que Rock Paper Shotgun dijo que era el mayor defecto de Pizza Tower. Si bien sus niveles aún se diseñaron con el estilo lento y metódico de Wario Land, escribió Rock Paper Shotgun, Pizza Tower espera que el jugador se mueva rápido, lo que lleva a la frustración repetida de perder impulso. Dijeron que esto significaba que el juego no sería para todos, aunque algunos considerarían los «bordes ásperos... una parte esencial del atractivo».
En los Game Awards 2023 llevados a cabo el 8 de diciembre, Pizza Tower fue nominado a Mejor Debut Indie, aunque no ganó el premio. 